# Lois K. Alexander Lane
Pour les articles homonymes, voir Lane.
Lois K. Alexander Lane est une styliste afro-américaine née le 11 juillet 1916 et morte le 29 septembre 2007.
Elle a créé le Harlem Institute of Fashion et le Black Fashion Museum (en).

## Biographie
Lois Marie Kindle naît le 11 juillet 1916 à Little Rock. 
Dans les années 1960, elle effectue un master à New York University sur l'histoire des noirs dans le commerce de détail et découvre une tradition de couturiers afro-américains. Elle crée le Harlem Institute of Fashion en 1966. 
En 1992, elle reçoit le  1992 Josephine Shaw Lowell Award pour ses efforts pour améliorer la vie des habitants de New York les plus pauvres. 
Elle décède le 29 septembre 2007 à Lanham.